# Reichsstraßen in Hinterpommern

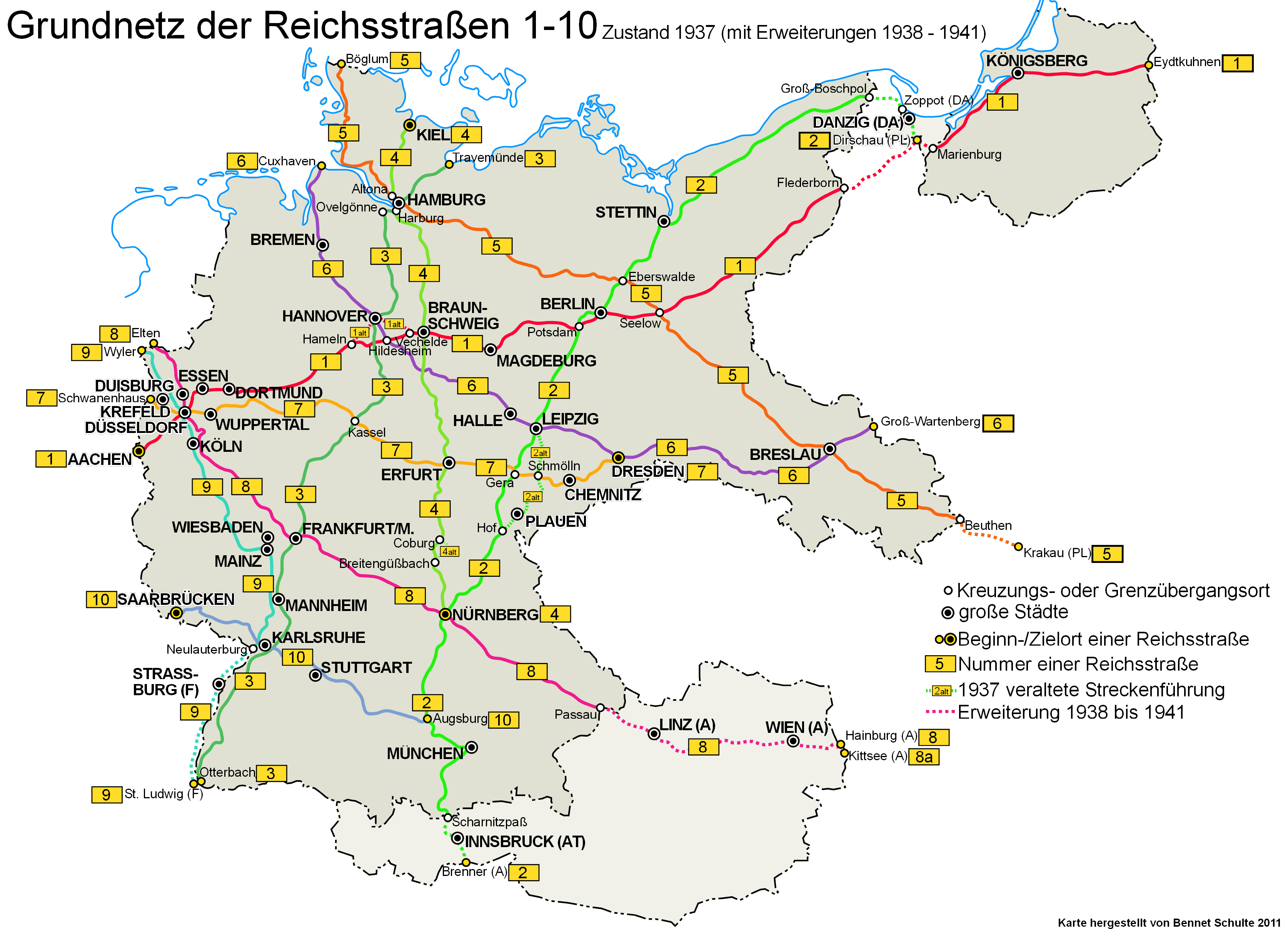
Grundnetz der Reichsstraßen 1937 (inkl. Erweiterungen bis 1941)

Die Reichsstraßen in Hinterpommern waren weitmaschig und hatten nur unzureichend Verknüpfungspunkte zum übrigen Straßennetz des Deutschen Reiches, da die preußische Provinz Pommern aufgrund ihrer geographischen Lage zwischen Oder, Ostsee und polnischer Grenze (nach der Abtrennung des polnischen Korridors im Jahre 1920) von den überregionalen Verkehrsströmen nur wenig berührt wurde.
Für die in Hinterpommern gelegenen Reichsstraßen wurden die bei der 1932 eingeführten Nummerierung des Fernstraßennetzes in Deutschland bereits vergebenen Nummern 123 bis 125 im Jahre 1934 übernommen. Aufsehenerregende Straßen findet man in Pommern wenig, denn die dünn besiedelte Landschaft Pommerns ist geprägt von eiszeitlich geformten Moränen, die eine maximale Höhe von 239 m (Burgwall zwischen Baldenburg und Rummelsburg) erreichen.

## Mittelalterliche Fernstraßen
Im Mittelalter führten zwei wichtige Handelswege in Ost-West-Richtung. Eine Ost-West-Verbindung (die Hansestraße) führte an der Ostseeküste entlang aus dem Raum Hamburg und Lübeck kommend von Greifswald über Wollin, Kolberg und Köslin nach Danzig. Die andere Handelsstraße führte von Stettin über Stargard nach Thorn.
Zwei wichtige Fernstraßen verbanden damals das Landesinnere mit der Ostseeküste. Die Königstraße führte von Posen über Filehne, Schloppe und Märkisch Friedland nach Kolberg.
Die Salzstraße führte von Kolberg über Neustettin nach Thorn.

Postkutsche fährt über Landwege – um 1890

Der im Jahre 1654 eingerichtete Postkutschen-Verkehr zwischen Berlin und Danzig führte über Küstrin, Pyritz, Stargard, Naugard und Köslin. Diese Postverbindung nutzte dabei fünf spätere Reichsstraßen: die R 1 (Berlin – Küstrin), R 112 (Küstrin – Pyritz), R 158 (Pyritz – Stargard), R 163 (Stargard – Naugard) und R 2 (Naugard – Danzig).

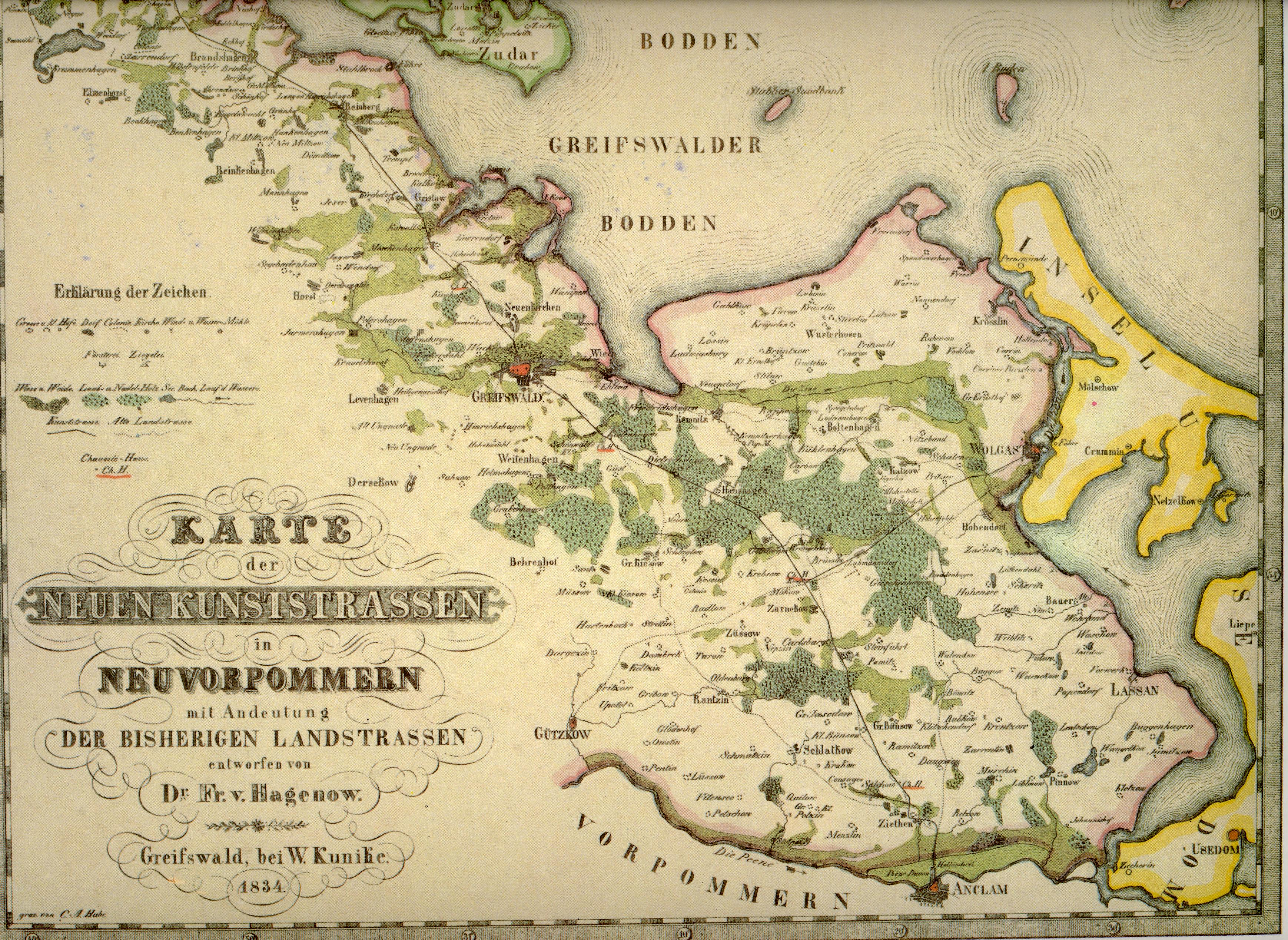
Beispiel der Straßenplanung durch die Pommerschen Landstände um 1835

## Chronologische Entwicklung des Straßenbaus
Bis 1822 gab es in ganz Hinterpommern keine ausgebauten Straßen, sondern nur sandige Feldwege. Die ersten ausgebauten Kunststraßen führten von Berlin aus entlang der Eilpostrouten nach Bromberg, nach Königsberg in Ostpreußen (als spätere R 1) und nach Stettin (als spätere R 2). Diese Straßen wurden bis 1828 fertiggestellt. Zwischen 1830 und 1835 wurden die Strecken von Stettin nach Danzig (als Hauptverkehrsader Hinterpommerns) und Stralsund (als Hauptverkehrsader Vorpommerns) zu Chausseen ausgebaut. In den folgenden Jahren bis 1848 entstanden lediglich kurze Zweigstrecken von Altdamm nach Stargard sowie zu den Ostseehäfen Kolberg, Rügenwalde, Stolpmünde und Wolgast. Die geplante Chaussee von Stettin nach Bromberg wurde lediglich bis Reetz fertiggestellt, weil der Eisenbahnbau ab 1848 für eine Verlagerung der Verkehrsströme sorgte.
Ab 1848 entstanden die Landstraßen zur Erschließung des ländlichen Raumes. Bis zur Fertigstellung der Eisenbahnlinie Stettin–Danzig im Jahre 1870 blieb die Straße der wichtigste Verkehrsträger Hinterpommerns. Dementsprechend wurden in den 1850er und 1860er Jahren die wichtigsten Landstraßen erbaut, sie nannten sich „Kunststraßen“ und Steinbahnen, sie wurden von den pommerschen Landständen initiiert. Nach 1875 wurden die Kleinstädte Hinterpommerns durch Eisenbahnlinien erschlossen und beim Straßenbau wurden vor allem bestehende Lücken im Straßennetz geschlossen. Sie bestanden überwiegend aus würfelförmigen Steinen (klein = bis 10 Zentimeter oder groß = bis 25 Zentimeter).

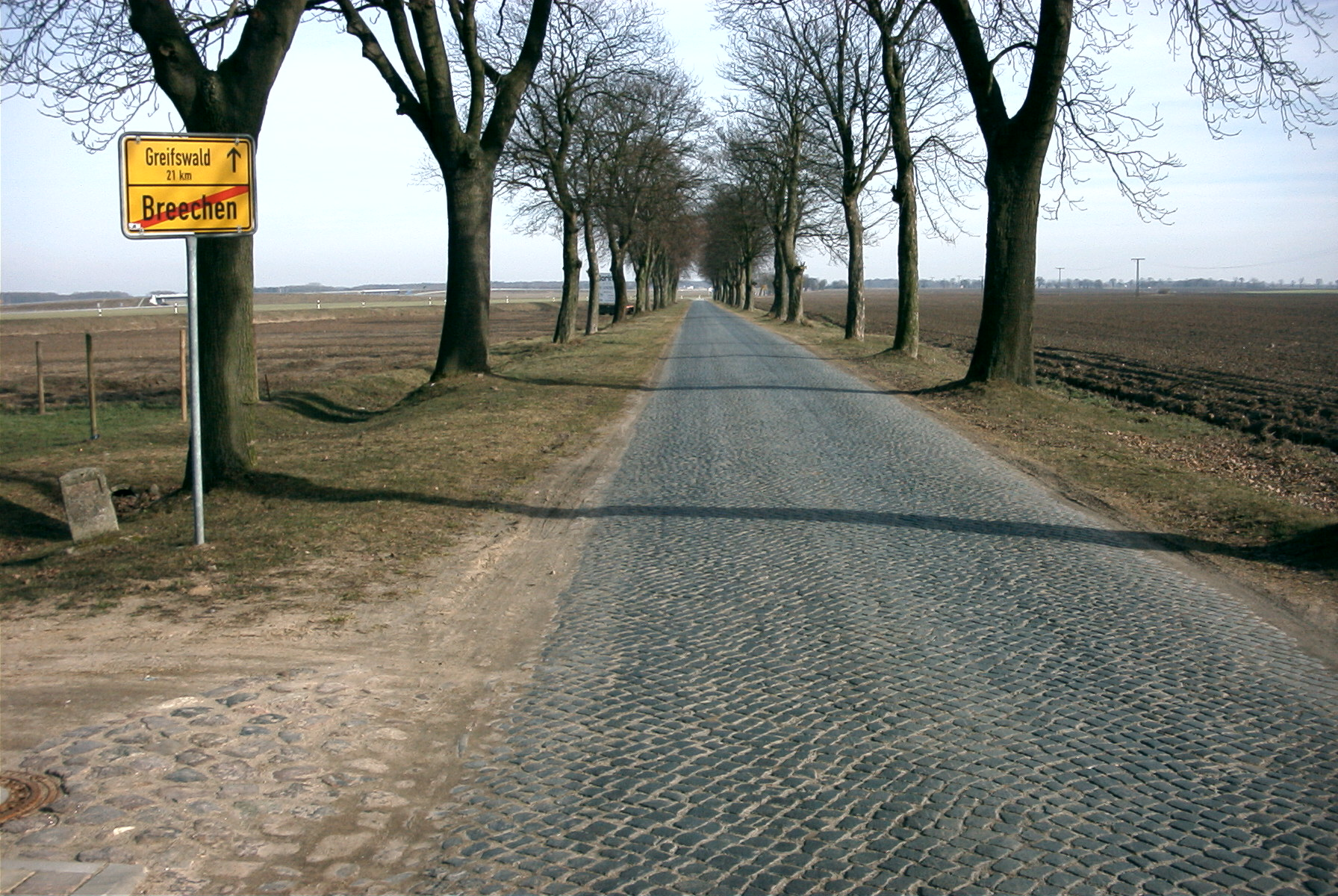
Steinbahn mit Sommerweg (für Kutschen – hier links) erbaut 1855–1860 – ehemalige R 96

Aufgrund der relativ flachen Landschaft Pommerns konnten fast alle Städte ans Eisenbahnnetz angebunden werden. Deshalb wurden in Hinterpommern auch relativ wenige Buslinien eingerichtet.
Die meisten Strecken befanden sich 1938 in gutem Zustand; einzelne, insbesondere die Reichsstraßen 159 und 160, wurden jedoch als mittelmäßig klassifiziert. Als schlecht wurde beispielsweise der 100 Kilometer lange Abschnitt der R 1 durch den polnischen Korridor Richtung Danzig – Marienburg eingestuft.

## Reichsstraßen (seit 1934)
Die Reichsstraße 2 führte als wichtige Landstraße der Provinz Pommern von Berlin über Stettin, Köslin und Stolp nach Danzig. Diese Strecke wurde seit 1654 von der brandenburgischen Postkutsche Berlin – Danzig befahren. Die Landstraße zwischen Berlin und Stettin wurde bis 1828 zur befestigten Kunststraße ausgebaut. Zwischen 1830 und 1835 wurde auch die übrige Strecke zwischen Stettin und Danzig als wichtigste Verkehrsader Pommerns zur Chaussee ausgebaut, 1932 zur Fernverkehrsstraße 2 (FVS 2) erhoben und 1934 in Reichsstraße 2 (R 2) umbenannt. Die R 2 führte ebenfalls durch den 49 Kilometer langen polnischen Korridor zwischen Groß Boschpol bis Zoppot, dieser war aber im Gegensatz zu der Korridorstrecke der R 1 geteert (Asphalt). Sie war im Abschnitt I (Berlin–Danzig) 500 Kilometer lang.
Die Reichsstraße 104 begann in Lübeck und führte in West-Ost-Richtung von Stettin über Stargard und Deutsch Krone nach Schneidemühl. Diese Handelsstraße war bereits im Mittelalter eine wichtige Fernstraße und wurde ab 1713 von einer regelmäßigen Postkutsche befahren. Ab 1846 wurde diese Straßenverbindung (zunächst nur bis Reetz) zur Kunststraße ausgebaut. Nach der Eröffnung der Eisenbahn zwischen Stettin und Posen wurde die Straßenführung so geändert, dass die 1856 fertiggestellte Kunststraße von Kallies zum Bahnhof ins Arnswalde führte. Seltsamerweise wurde das Teilstück zwischen Deutsch Krone und Märkisch Friedland erst 1879, das letzte Teilstück zwischen Märkisch Friedland und Kallies erst 1896 zur befestigten Kunststraße ausgebaut. Die R 104 war insgesamt 478 Kilometer lang.
Die Reichsstraße 111 verband von Gützkow in Vorpommern kommend, die Inseln Usedom (Wolgast bis Swinemünde) und Wollin mit dem hinterpommerschen Festland und mündete bei Gollnow in die Reichsstraße 2. Die Reichsstraße 165 (siehe unten) führte als Abzweigung dieser Reichsstraße über Cammin und Misdroy. Zwischen 1857 und 1860 wurde die Landstraße von Gollnow nach Cammin und Wollin erbaut.
Die Reichsstraße 112 begann in Hohenkrug bei Stettin (R 104) und erreichte südlich von Pyritz die Grenze der Provinz Brandenburg. Die Landstraße von Stettin nach Pyritz wurde 1850 fertiggestellt.
Die Reichsstraße 113 führte von Linken westlich von Stettin südwärts über Greifenhagen nach Bahn und weiter ins brandenburgische Soldin (bis ins schlesische Grünberg).
Die Reichsstraße 123 führte als Abzweigung der Reichsstraße 1 von Ruschendorf nach Schneidemühl (R 104) und von dort aus weiter zur damaligen deutsch-polnischen Grenze beim Zollamt Plottke. Nach der Besetzung Polens im Jahre 1939 wurde diese Reichsstraße über Bromberg (R 380) und Thorn (R 129/382) bis nach Pultusk (1941 in Ostenburg umbenannt) verlängert. Als kürzeste Verbindung zwischen Berlin und Bromberg wurde diese Strecke 1825 zur Chaussee ausgebaut.
Die Reichsstraße 124 führte als 120 km lange Verbindungsstraße in Nord-Süd-Richtung vom Ostseehafen Kolberg über Körlin (R 2), Bad Polzin (R 162) und Tempelburg (R 158) bis nach Deutsch Krone (R 1). Der nördlichste Streckenabschnitt zwischen Kolberg, Körlin und Belgard diente als Zubringer zur Reichsstraße 2 und wurde bereits 1835 gebaut. Zwischen Kolberg und Bad Polzin folgt die Reichsstraße 124 der ehemaligen Königsstraße. Der südlichste Streckenabschnitt von Deutsch-Krone nach Tempelburg wurde 1866 ausgebaut, die folgende Teilstrecke nach Bad Polzin erst 1871. Aufgrund der relativ ungünstigen Eisenbahnverbindungen wurden in den 1920er Jahren Buslinien von Bad Polzin nach Belgard (1925) und Tempelburg (1924) über die R 124 eingerichtet.
Die Reichsstraße 125 führte ursprünglich in Nord-Süd-Richtung von Stolpmünde über Stolp (R 2), Rummelsburg (R 158) und Neustettin bis Flederborn, einem Dorf an der Reichsstraße 1. Um 1937 wurde diese Reichsstraße verkürzt und führte fortan nur noch bis Rummelsburg. Der mittlere Streckenabschnitt zwischen Rummelsburg und Neustettin gehörte fortan zur Reichsstraße 158, der südliche Streckenabschnitt zwischen Neustettin und Flederborn gehörte fortan zur Reichsstraße 160. Der erste Streckenabschnitt zwischen Stolp und Rummelsburg wurde in den Jahren 1845 bis 1849 gebaut, die Fortsetzung bis Baldenburg entstand zwischen 1854 und 1860.

## Reichsstraßen (seit 1937)
Die Reichsstraße 1 führte seit 1938 als wichtigste West-Ost-Achse durch den Süden der Provinz Pommern (Regierungsbezirk Grenzmark-Posen) von Berlin über Küstrin, Woldenberg, Deutsch Krone, Schlochau, polnischer Korridor, Freie Stadt Danzig, Marienburg, Elbing nach Königsberg und weiter ins Baltikum. Sie war auf dieser Strecke (Abschnitt I) 737 Kilometer lang und war geteert (Asphalt) oder aus Kleinpflaster. Der Abschnitt der „Transitstraße“ durch den so genannten Warthe-Korridor war schlechter ausgebaut.
Die Reichsstraße 158 führte von Berlin-Weißensee nach Lauenburg (Pommern). Diese um 1937 eingerichtete Reichsstraße war neben den Reichsstraßen 1 und 2 die dritte wichtige Ost-West-Verbindung Pommerns. Sie begann in Berlin-Weißensee als Abzweigung der Reichsstraße 2 (heute in Berlin-Biesdorf als Abzweigung der Bundesstraße 1), überquerte bei Bad Freienwalde (Oder) (B 167) die Oder und führte über Königsberg, Bahn (R 113) und Pyritz (R 112) nach Stargard (R 104/R 163). Von dort aus führte die Reichsstraße 158 als gut ausgebaute Hauptstraße weiter über Wangerin (R 162), Dramburg (R 164), Tempelburg und Bärwalde nach Neustettin (R 160). Von dort aus führte der Straßenverlauf auf der ehemaligen Reichsstraße 125 (siehe oben) nach Rummelsburg und weiter über Bütow (R 144) nach Lauenburg (R 2). Die Strecke von Stargard nach Neustettin wurde seit 1713 als Postroute befahren, aber erst im 19. Jahrhundert als Chaussee ausgebaut. Die 45 km lange Verbindungsstraße von Stargard über Wangerin nach Labes wurde 1846 erbaut. Die Reichsstraße 158 wurde jedoch nicht über Labes, sondern über Dramburg geführt. Die Strecke von Wangerin nach Dramburg wurde 1848/49 gebaut. Der folgende Streckenabschnitt zwischen Dramburg und Neustettin wurde in mehreren Etappen gebaut und 1859 fertiggestellt. Die Teilstrecke zwischen Rummelsburg und Bütow wurde 1868 als letztes Teilstück vollendet. Damals (1868/69) wurde auch die Nebenstraße zwischen Königsberg und Bahn fertiggestellt (Siehe auch: Bundesstraße 158 Berlin – Bad Freienwalde).
Die Reichsstraße 159 führte in Nord-Süd-Richtung über Nebenstraßen von Schlawe (R 2) über Pollnow und Bublitz (R 160) nach Tempelburg (R 124). Diese Strecke wurde scheinbar aus strategischen Gründen eingerichtet, denn sie führte mit 20 km Abstand parallel zur 1932 eingerichteten Reichsstraße 125, die in Rummelsburg (Pommern) nur 15 km Abstand zur damaligen deutsch-polnischen Grenze aufwies.
Die Reichsstraße 160 führte in Nord-Süd-Richtung vom Ostseebad Kolberg über Köslin (R 2), Bublitz (R 159) – Neustettin (R 158) nach Flederborn, einem Dorf an der Reichsstraße 1. Von dort aus benutzten die Reichsstraßen 1 und 160 dieselbe Strecke über Jastrow nach Schönwalde. Dort bog die Reichsstraße 160 nach Süden ab und führte über Schneidemühl nach Usch, einer Kleinstadt jenseits der damaligen deutsch-polnischen Grenze. Der südlichste Streckenabschnitt zwischen Schneidemühl und Jastrow wurde 1860 erbaut, der mittlere Streckenabschnitt zwischen Jastrow und Neustettin im Jahre 1880.
Die Reichsstraße 161 führte in Nord-Süd-Richtung vom Ostseebad Kolberg über Greifenberg und Plathe (R 2) nach Labes (R 162). Der nördliche Streckenabschnitt zwischen Treptow und Plathe wurde 1847–52 erbaut, der südliche Streckenabschnitt wurde 1857 vollendet.
Die Reichsstraße 162 führte als Abzweigung der Reichsstraße 158 von Wangerin über Labes (R 161) und Schivelbein bis zur Einmündung in die R 124 bei Bad Polzin. Diese Straße war 57 km lang und wurde 1848 bis Schivelbein fertiggestellt. 1887 wurde die Verbindungsstraße von Schivelbein nach Polzin vollendet.
Die Reichsstraße 163 führte in Nord-Süd-Richtung von Naugard (R 2) über Massow nach Stargard (R 104/R 158). Der südliche Streckenabschnitt zwischen Stargard und Massow wurde 1867, der nördliche Streckenabschnitt zwischen Massow und Naugard wurde 1877/78 zur Kunststraße ausgebaut. Im Jahre 1926 wurde auf dieser Straße ein regelmäßiger Busverkehr zwischen Naugard und Stargard eingerichtet, da es keine direkte Eisenbahnverbindung zwischen beiden Städten gibt.
Die Reichsstraße 164 führte als 30 km lange Verbindungsstraße in Nord-Süd-Richtung von Dramburg (R 158) nach Kallies (R 104). Diese Strecke wurde seit 1856 von Postkutschen befahren.
Die Reichsstraße 165 führte als Abzweigung der Reichsstraße 111 zu den Ostseebädern Cammin, Dievenow und Misdroy. Die Verbindungsstraße von Cammin nach Parlowkrug (R 111) wurde bereits 1855 gebaut. Da es keinen Eisenbahnverkehr zu den Ostseebädern gab, wurde 1925 eine regelmäßige Buslinie nach Dievenow eingerichtet.